# Ibarac
Ibarac este un oraș din comuna Rožaje, Muntenegru. Conform datelor de la recensământul din 2003, orașul are 2877 de locuitori (la recensământul din 1991 erau 2465 de locuitori).

## Demografie
În orașul Ibarac locuiesc 1887 de persoane adulte, iar vârsta medie a populației este de 29,4 de ani (29,1 la bărbați și 29,8 la femei). În localitate sunt 608 de gospodării, iar numărul mediu de membri în gospodărie este de 4,73.
|  |

| Demografie | Demografie | Demografie |
| An         | Locuitori  | Locuitori  |
| ---------- | ---------- | ---------- |
|            |            |            |
|            |            |            |
|            |            |            |
|            |            |            |
| 1948       | 431        |            |
| 1953       | 667        |            |
| 1961       | 799        |            |
| 1971       | 882        |            |
| 1981       | 1857       |            |
| 1991       | 2465       | 2445       |
| 2003       | 3589       | 2877       |

| \| Componența etnică conform recensământului din 2003[2] \| Componența etnică conform recensământului din 2003[2] \| Componența etnică conform recensământului din 2003[2] \| Componența etnică conform recensământului din 2003[2] \| Componența etnică conform recensământului din 2003[2] \| \| ----------------------------------------------------- \| ----------------------------------------------------- \| ----------------------------------------------------- \| ----------------------------------------------------- \| ----------------------------------------------------- \| \| \| \| \| \| \| \| Bosniaci \| Bosniaci \| \| 2560 \| 88,98% \| \| Albanezi \| Albanezi \| \| 161 \| 5,59% \| \| Musulmani \| Musulmani \| \| 103 \| 3,58% \| \| Muntenegreni \| Muntenegreni \| \| 13 \| 0,45% \| \| Sârbi \| Sârbi \| \| 7 \| 0,24% \| \| Croați \| Croați \| \| 2 \| 0,06% \| \| necunoscută \| necunoscută \| \| 25 \| 0,86% \| |              |  |      |        |
| Componența etnică conform recensământului din 2003 |              |  |      |        |
| |              |  |      |        |
| Bosniaci | Bosniaci     |  | 2560 | 88,98% |
| Albanezi | Albanezi     |  | 161  | 5,59%  |
| Musulmani | Musulmani    |  | 103  | 3,58%  |
| Muntenegreni | Muntenegreni |  | 13   | 0,45%  |
| Sârbi | Sârbi        |  | 7    | 0,24%  |
| Croați | Croați       |  | 2    | 0,06%  |
| necunoscută | necunoscută  |  | 25   | 0,86%  |